# Krajarka introligatorska

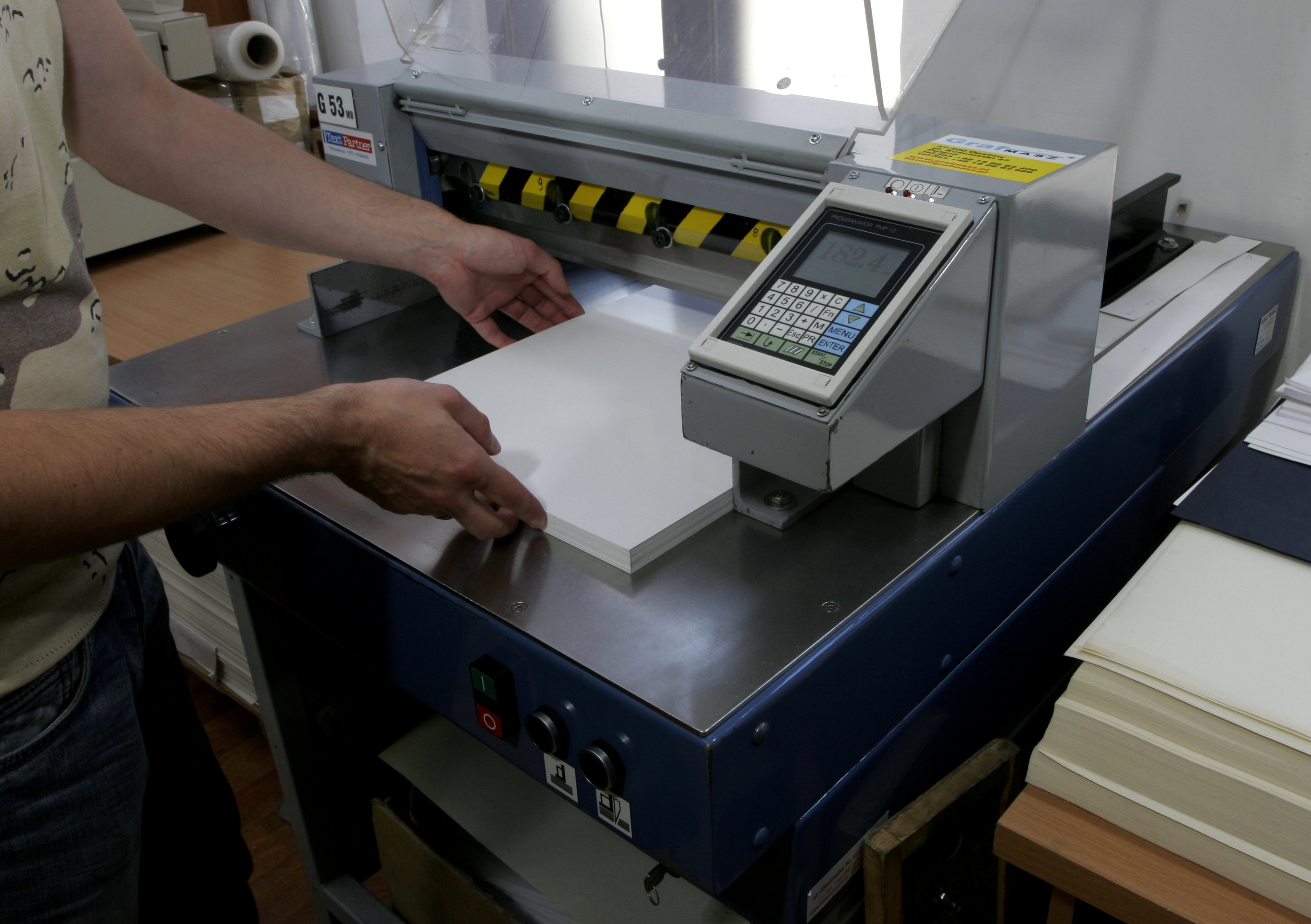
Krajarka do papieru

Krajarka – gilotyna, stosowana w introligatorstwie maszyna jedno- lub wielonożowa służąca do cięcia, krajania, przekrawania itp. ułożonych wielowarstwowo zadrukowanych lub niezadrukowanych arkuszy papieru, bloków książek.